# Soera De Olifant
Soera De Olifant is een soera van de Koran.
De soera is vernoemd naar de olifant die lieden bij zich hadden, genoemd in de eerste aya. Volgens de soera heeft God ervoor gezorgd dat hun plannen verijdeld werden.

## Bijzonderheden
Het betreft het Jaar van de Olifant, waarin een aanval op Mekka mislukte door de legermacht van de Jemenitische Abraha, die olifanten bij zich had.